# Scheloribates femoratus
Scheloribates femoratus är en kvalsterart som beskrevs av Rainer Willmann 1931. Scheloribates femoratus ingår i släktet Scheloribates och familjen Scheloribatidae. Inga underarter finns listade i Catalogue of Life.